# Caligus
Caligus is een geslacht van eenoogkreeftjes uit de familie van de Caligidae.

## Soorten
Deze lijst van 242 stuks is mogelijk niet compleet.
- C. absens Ho, Lin & Chen, 2000
- C. acanthopagri Lin, Ho & Chen, 1994
- C. aduncus Shen & Li, 1959
- C. aesopus Wilson C.B., 1921
- C. affinis Heller, 1866
- C. afurcatus Wilson C.B., 1913
- C. alaihi Lewis A.G., 1968
- C. alatus Heegaard, 1944
- C. amblygenitalis Pillai, 1961
- C. antennatus Al Marzouk, 2002
- C. arii Bassett-Smith, 1898
- C. ariicolus Wilson C.B., 1928
- C. asperimanus Pearse, 1951
- C. asymmetricus Kabata, 1965
- C. atromaculatus Wilson C.B., 1913
- C. balistae Steenstrup & Lütken, 1861
- C. belones Krøyer, 1863
- C. bennetti Causey, 1953
- C. berychis Wilson C.B., 1935
- C. biaculeatus Brian, 1914
- C. bicycletus Heegaard, 1945
- C. bifurcus Shen, 1958
- C. biseriodentatus Shen, 1957
- C. bocki Heegaard, 1943
- C. bonito Wilson C.B., 1905
- C. brevicaudatus A. Scott, 1901
- C. brevicaudus Pillai, 1963
- C. brevis Shiino, 1954
- C. buechlerae Hewitt, 1964
- C. calotomi Shiino, 1954
- C. callaoensis Duran, 1980
- C. callyodoni Prabha & Pillai, 1986
- C. carangis Krøyer, 1863
- C. caudatus (Gnanamuthu, 1950)
- C. centrodonti Baird, 1850
- C. clavatus Kirtisinghe, 1964
- C. clemensi Parker & Margolis, 1964
- C. confusus Pillai, 1961
- C. constrictus Heller, 1865
- C. cookeoli Ho & Lin, 2010
- C. cordiventris Shiino, 1952
- C. cordyla Pillai, 1963
- C. cornutus Heegaard, 1962
- C. coryphaenae Steenstrup & Lütken, 1861
- C. cossacki Bassett-Smith, 1898
- C. costatus Shen & Li, 1959
- C. cresseyorum Kabata, 1992
- C. crusmae Castro-Romero & Baeza-Kuroki, 1982
- C. cunicephalus Gnanamuthu, 1950
- C. curtus O. F. Müller, 1785
- C. cybii Bassett-Smith, 1898
- C. chaenichthyis Cunningham, 1871
- C. cheilodactyli Kroyer, 1863
- C. chelifer Wilson C.B., 1905
- C. chiastos Lin & Ho, 2003
- C. chorinemi Krøyer, 1863
- C. chrysophrysi Pillai, 1985
- C. dactylopteni Uma Devi & Shyamasundari, 1981
- C. dakari Beneden, 1892
- C. dampieri Byrnes T., 1987
- C. dasyaticus Rangnekar, 1957
- C. debueni Stuardo & Fagetti, 1961
- C. deformis Brian, 1924
- C. diaphanus von Nordmann, 1832
- C. dicentrarchi Cabral & Raibaut, 1986
- C. dieuzeidei Brian, 1933
- C. digitatus Ho & Lin, 2003
- C. dubius Scott T., 1894
- C. eleutheronemi Shen, 1957
- C. elongatus von Nordmann, 1832
- C. engraulidis Barnard, 1948
- C. enormis Wilson C.B., 1913
- C. epidemicus Hewitt, 1971
- C. epinepheli Yamaguti, 1936
- C. equulae Ho & Lin, 2003
- C. evelynae Suárez-Morales, Camisotti & Martín, 2012
- C. eventilis Leigh-Sharpe, 1934
- C. fistulariae Yamaguti, 1936
- C. flexispina Lewis A.G., 1964
- C. formosanus Ho & Lin, 2010
- C. fortis Kabata, 1965
- C. fronsuganinus Shen, 1940
- C. fugu Yamaguti & Yamasu, 1959
- C. furcisetifer Redkar, Rangnekar & Murti, 1949
- C. glacialis Gadd, 1910
- C. glandifer Shiino, 1954
- C. gracilis Dana, 1852
- C. grandiabdominalis Yamaguti, 1954
- C. guerini Guiart, 1913
- C. gurnardi Krøyer, 1863
- C. haemulonis Krøyer, 1863
- C. hamatus Heegaard, 1955
- C. hamruri Pillai, 1964
- C. hemiconiati Capart, 1941
- C. hobsoni Cressey, 1969
- C. hoplognathi Yamaguti & Yamasu, 1959
- C. hottentotus Barnard, 1957
- C. hyalinae Heegaard, 1966
- C. hyalinus Czerniavski, 1868
- C. ignotus Ho & Lin, 2010
- C. inanis Ho & Lin, 2007
- C. infestans Heller, 1865
- C. inopinatus Kabata, 1994
- C. irritans Heller, 1865
- C. isonyx Steenstrup & Lütken, 1861
- C. itacurussensis Luque & Cezar, 2000
- C. jawahari Hameed & Adamkutty, 1985
- C. kabatae Cressey, 1991
- C. kahawai Jones J.B., 1988
- C. kala Lewis A.G., 1964
- C. kalumai Lewis A.G., 1964
- C. kanagurta Pillai, 1961
- C. kapuhili Lewis A.G., 1967
- C. kirti Prabha & Pillai, 1986
- C. klawei Shiino, 1959
- C. kurochkini Kazachenko, 1975
- C. kuwaitensis Kabata & Tareen, 1984
- C. labracis T. Scott, 1902
- C. lacustris Steenstrup & Lütken, 1861
- C. lalandei Barnard, 1948
- C. laticaudus Shiino, 1960
- C. latigenitalis Shiino, 1954
- C. latus Byrnes T., 1987
- C. lessonius Risso, 1826
- C. lethrinicola Boxshall & El-Rashidy, 2009
- C. lichiae Brian, 1906
- C. ligatus Lewis A.G., 1964
- C. ligusticus Brian, 1906
- C. littoralis Luque & Cezar, 2000
- C. lobodes (Quidor, 1913)
- C. lolligunculae Capart, 1941
- C. longiabdominis Shiino, 1965
- C. longicaudatus Brady, 1899
- C. longicaudus Bassett-Smith, 1898
- C. longipedis Bassett-Smith, 1898
- C. longiramus Venmathi Maran, Ohtsuka & Jitchum, 2012
- C. longirostris Heegaard, 1962
- C. longispinosus (Heegaard, 1962)
- C. lunatus Wilson C.B., 1924
- C. lutjani Ho, Lin & Chang, 2007
- C. macarovi Gusev, 1951
- C. macoloricola Hayes, Justine & Boxshall, 2012
- C. malabaricus Pillai, 1961
- C. minimus Otto, 1821
- C. mordax Leigh-Sharpe, 1934
- C. mortis Kensley, 1970
- C. mugilis Brian, 1935
- C. musaicus Cavaleiro Santos & Ho, 2010
- C. mutabilis Wilson C.B., 1905
- C. nanhaiensis Wu & Pan, 1997
- C. nengai Rangnekar, Rangnekar & Murti, 1953
- C. nolani Longshaw, 1997
- C. novocaledonicus Kabata, 1968
- C. nuenonnae Andrews, Bott, Battaglene & Nowak, 2009
- C. oculicola Tang & Newbound, 2004
- C. ocyurus Cressey, 1991
- C. ogawai Venmathi Maran, Ohtsuka & Shang, 2012
- C. olsoni Pearse, 1953
- C. omissus Cressey & Cressey, 1980
- C. orientalis Gusev, 1951
- C. oviceps Shiino, 1952
- C. pagelli Delamare Deboutteville & Nunes-Ruivo, 1958
- C. pageti Russell, 1925
- C. pagri Capart, 1941
- C. pagrosomi Yamaguti, 1939
- C. pampi Ho & Lin, 2002
- C. parvilatus Kim I.H., 1998
- C. patulus Wilson C.B., 1937
- C. pauliani Nuñes-Ruivo & Fourmanoir, 1956
- C. pectinatus Shiino, 1965
- C. pelagicus Kurian, 1955
- C. pelamydis Krøyer, 1863
- C. penrithi Kensley & Grindley, 1973
- C. phipsoni Bassett-Smith, 1898
- C. placidus Dana, 1849
- C. planktonis Pillai, 1985
- C. platurus Kirtisinghe, 1964
- C. platytarsis Bassett-Smith, 1898
- C. polycanthi Gnanamuthu, 1950
- C. pomacentrus Cressey, 1991
- C. pomadasi Prabha & Pillai, 1986
- C. praecinctorius Hayes, Justine & Boxshall, 2012
- C. praetextus Bere, 1936
- C. priacanthi Pillai, 1961
- C. productus Dana, 1852
- C. pseudokalumai Lewis A.G., 1968
- C. pseudoproductus Capart, 1959
- C. pterois Kurian, 1949
- C. punctatus Shiino, 1955
- C. quadratus Shiino, 1954
- C. quadrigenitalis Venmathi Maran, Ohtsuka & Shang, 2012
- C. randalli Lewis A.G., 1964
- C. raniceps Heegaard, 1943
- C. rapax Milne Edwards, 1840
- C. regalis Leigh-Sharpe, 1930
- C. reniformis Prabha & Pillai, 1983
- C. robustus Bassett-Smith, 1898
- C. rogercresseyi Boxshall & Bravo, 2000
- C. rotundigenitalis Yü, 1933
- C. rufimaculatus Wilson C.B., 1905
- C. saucius Dojiri, 1989
- C. savala Gnanamuthu, 1948
- C. sciaenops Pearse, 1952
- C. sclerotinosus Roubal, Armitage & Rohde, 1983
- C. scribae Essafi, Cabral & Raibaut, 1984
- C. schelegeli Ho & Lin, 2003
- C. schistonyx Wilson C.B., 1905
- C. sensorius Heegaard, 1962
- C. sepetibensis Luque & Takemoto, 1996
- C. seriolae Yamaguti, 1936
- C. serratus Shiino, 1965
- C. sibogae Boxshall & Gurney, 1980
- C. sicarius Kabata, 1984
- C. similis Ho, Kim I.H. & Nagasawa, 2005
- C. spinosus Yamaguti, 1939
- C. stokesi Byrnes T., 1987
- C. stromatei Krøyer, 1863
- C. suffuscus Wilson C.B., 1913
- C. tanago Yamaguti, 1939
- C. temnodontis Brian, 1924
- C. tenax Heller, 1865
- C. tenuifurcatus Wilson C.B., 1937
- C. tenuis Fowler, 1912
- C. teres Wilson C.B., 1905
- C. tetrodontis Barnard, 1948
- C. thyrsitae Kazachenko, Korotaeva & Kurochkin, 1972
- C. torpedinis Heller, 1865
- C. trachynoti Heller, 1865
- C. triabdominalis Byrnes T., 1987
- C. triangularis Shiino, 1954
- C. tripedalis Heegaard, 1972
- C. truttae Giard, 1890
- C. tylosuri (Rangnekar, 1956)
- C. undulatus Shen & Li, 1959
- C. uranoscopi Vaissière, 1955
- C. ventrosetosus Pearse, 1952
- C. vexator Heller, 1865
- C. wilsoni Delamare Deboutteville & Nunes-Ruivo, 1958
- C. willungae Kabata, 1965
- C. xystercus Cressey, 1991
- C. zei Norman & Scott T., 1906
- C. zylanica Hameed & Pillai, 1986